# Dasyomma chrysopilum
Dasyomma chrysopilum är en tvåvingeart som beskrevs av Norman E. Woodley 2007.
Dasyomma chrysopilum ingår i släktet Dasyomma och familjen bäckflugor. Inga underarter finns listade i Catalogue of Life.